# Ленні Джеймс
Ленні Майкл Джеймс (англ. Lennie James; нар. 11 жовтня 1965) — британський актор, сценарист і драматург. Його робота включає роль Моргана Джонса в телесеріалі «Ходячі мерці» і в його додатковому фільмі «Бійтеся ходячих мерців», а також головну роль начальника інспекції Тоні Гейтса в першій серії «За службовими обов'язками».

### Раннє життя
Джеймс народився в Ноттінгемі. Він жив у південному Лондоні та навчався в коледжі Ернеста Бевіна. Мати Джеймса, Філліс Мері Джеймс, померла, коли йому було 10 років, після чого він і його брат Кестер вирішили жити в дитячому будинку замість того, щоб їх відправили до Сполучених Штатів до родича. Джеймс залишався у прийомній сім'ї вісім років. У підлітковому віці Джеймс мріяв стати професійним гравцем у регбі, а з акторською майстерністю познайомився після того, як пройшов прослуховування для п'єси з дівчиною, яка його зацікавила. Джеймс відвідував школу музики та драми Гілдхолл, яку закінчив у 1988 році. Перебуваючи там, він допоміг провести кампанію проти плану школи виключити ще одного студента, що, за його словами, було найсміливішим вчинком, який він коли-небудь робив.

### Кар'єра
У 2012 році він отримав схвалення критиків за свою роль начальника інспекції Тоні Гейтса у серіалі BBC «За службовими обов'язками», створеному Джедом Меркуріо. У 2010 році він зіграв роль Моргана Джонса в пілотному епізоді серіалу AMC «Ходячі мерці». У 2013 році він знову зіграв роль Моргана Джонса в епізоді третього сезону «Ходячих мерців». 12 жовтня 2014 року Джеймс повернувся в шоу в сцені після титрів наприкінці прем'єри п'ятого сезону та знову з'явився в одній сцені наприкінці фіналу в середині сезону 30 листопада 2014 року. для фіналу п'ятого сезону та зіграв значну роль в епізоді. Попри кілька появ у шоу, Джеймс отримав значне визнання за образ Моргана від критиків і шанувальників, зокрема його зупинив поліціянт, який хотів поговорити з ним про шоу. Він повернувся як основний актор у шостому сезоні шоу до восьмого сезону. Станом на 15 квітня 2018 року Джеймс з'являється в ролі Моргана в четвертому сезоні серіалу «Бійтеся ходячих мерців» як регулярний актор.

### Особисте життя
Джеймс живе в Лос-Анджелесі, штат Каліфорнія, з дружиною Гізель Гласман. У них разом три дочки. Він є головним кухарем у своїй сім'ї та сповідував прихильність до карибської кухні. Він є фанатом ФК «Тоттенхем» і «Валенсія» (Іспанія).

## Вибіркова фільмографія

### Фільми
| Рік  | Назва                           | Роль              |
| ---- | ------------------------------- | ----------------- |
| 1998 | Загублені у космосі             | Джеб Вокер        |
| 1998 | Знедолені                       | Анжольрас         |
| 2000 | Великий куш                     | Сол               |
| 2002 | Цілодобові тусовщики            | Алан Еразмус      |
| 2005 | Сахара                          | генерал Казім     |
| 2007 | Поза законом                    | Седрік Манро      |
| 2010 | Три дні на втечу                | лейтенант Набулсі |
| 2011 | Коломбіана                      | Джеймс Росс       |
| 2012 | Напролом                        | Гаррі Шоу         |
| 2014 | Спека                           | Священник         |
| 2014 | Король соулу: Джеймс Браун      | Джо Джеймс        |
| 2017 | Той, що біжить по лезу 2049     | Містер Коттон     |
| 2021 | Кролик Петрик 2: Втеча до міста | Барабаш           |

### Телебачення
| Рік                   | Назва                     | Роль             | Нотатки                                                             |
| --------------------- | ------------------------- | ---------------- | ------------------------------------------------------------------- |
| 2006–2008             | Єрихон                    | Роберт Хокінс    | 29 епізодів                                                         |
| 2008                  | Fallout                   | Джо Стівенс      | Телевезійний фільм                                                  |
| 2009                  | Теорія брехні             | Террі «Тел» Марш | Епізод: «Grievous Bodily Harm»                                      |
| 2010                  | Людська мішень            | Баптист          | 3 епізоди                                                           |
| 2010–2011             | Жеребець                  | Чарлі            | 14 епізодів                                                         |
| 2010; 2013—2018; 2022 | Ходячі мерці              | Морган Джонс     | 36 епізодів                                                         |
| 2012                  | За службовими обов'язками | Тоні Гейтс       | 5 епізодів                                                          |
| 2013                  | Low Winter Sun            | Джо Геддес       | 10 епізодів                                                         |
| 2015                  | Critical                  | Глен Бойл        | 13 епізодів                                                         |
| 2017                  | Робоцип                   | Морган Джонс     | Епізод: «he Robot Chicken Walking Dead Special: Look Who's Walking» |
| 2018—2023             | Бійтеся ходячих мерців    | Морган Джонс     | 61 епізод                                                           |
| 2021                  | Невидимий                 | Дарквінг         | Епізод: «It's About Time»                                           |

### Відеоігри
| Рік  | Назва     | Роль      |
| ---- | --------- | --------- |
| 2014 | Destiny   | Лорд Шакс |
| 2017 | Destiny 2 | Лорд Шакс |